# Empresa Baiana de Alimentos
A Empresa Baiana de Alimentos foi uma empresa estatal do Estado da Bahia, vinculada à Secretaria de Indústria, Comércio e Mineração do Estado da Bahia (SICM). Seu foco era subsidiar os principais produtos da cesta básica para tornar acessível à população de baixa renda. Para isso, sua estrutura era composta pelos supermercados da Cesta do Povo, centros de distribuição e abastecimento, frigoríficos, mercados e fábrica de processamento de alimentos.
A EBAL foi criada em 1980. Devido ao seu faturamento superior a R$ 600 mi, foi a 80ª maior varejista do Brasil em 2011. Segundo publicação de 2012, é líder estadual de mercado, terceira no Nordeste brasileiro e 29ª em todo o Brasil, dentre 500 listadas. Em 2017, encerrou suas atividades, indo à leilão e sendo arrematada por R$ 15 milhões em uma proposta da empresa NGV Empreendimentos e Participações.